# In extremis (Prison Break)
Pour les articles homonymes, voir In extremis.
In extremis est le quinzième épisode du feuilleton télévisé Prison Break. 

## Résumé
Suite de l'épisode sur la même scène. Au moment d'être exécuté, Burrows a une vision d'un homme (son père). Un coup de fil interrompt tout. C'est le juge qui a reçu deux documents qui, s'ils sont authentiques, prouvent l'innocence de Burrows, et il a fait surseoir l'exécution de deux semaines, tout en demandant que le corps de Steadman soit exhumé. Scofield met en place un autre plan d'évasion, plus compliqué, qui passe par l'aile psychiatrique, et pour lequel il a besoin de se déguiser en gardien. Une de ses sorties tourne mal et il se retrouve grièvement brûlé.

## Informations complémentaires

### Chronologie
- Les évènements de cet épisode surviennent le jour de l'exécution de Lincoln le 11 mai et continuent les 12, 13, 14 et 15 mai.

### Culture
- Quand Sucre clame que ce n'est pas lui qui a brûlé le dos de Michael, Bellick commente leur cellule fermée à clé de façon sarcastique: « You think we should call Matlock in on this one? » (« Tu penses qu'on doit appeler Matlock pour résoudre ça? »), Sucre répond alors: « who's Matlock? » (« Qui est Matlock? »). Ben Matlock est un excellent mais très cher avocat dans la série télévisée du même nom qui a été diffusée de 1986 à 1995. Il défend ses clients en cherchant le véritable auteur du crime.

- Le titre original de l'épisode By The Skin and The Teeth est une déformation de l'expression américaine « By the skin of your teeth » qui signifie « être tout proche du désastre ». Elle vient de la Bible et plus précisément de l'Ancien Testament, Livre de Job 19-20 : « My bone cleaveth to my skin and to my flesh, and I am escaped with the skin of my teeth. » (« Mes os sont attachés à ma peau et à ma chair ; Il ne me reste que la peau des dents. »)

### Erreurs
- On remarque une neige très épaisse au mois de mai après le hottest day of april"
- Quand Michael se risque de traverser la cour en tenue de gardien en pleine nuit. On peut remarquer qu'en sortant de l'égout, il n'y a pas de neige sur la casquette.

### Divers
- Deux jours après la diffusion de cet épisode, le feuilleton a été renouvelé par la Fox pour une deuxième saison[1].
- Le titre de cet épisode a un double-sens : d'une part il fait référence à Lincoln qui a échappé de peu à la chaise, et d'autre part à Michael qui a failli être surpris en uniforme de gardien.
- Manche Sanchez, le cousin de Sucre apparaît pour la première fois dans la série.
- Pascal Renwick effectue à la fois son dernier doublage sur Muse Watson et le dernier de sa carrière, car il décède, le mercredi 19 juillet 2006, des suites d'une longue maladie, à l'âge de 51 ans, il sera, pour le reste de la saison, rapidement remplacé par Michel Fortin.